# Jean Decoux
Jean Decoux, né à Bordeaux le 5 mai 1884 et mort à Paris le 21 octobre 1963, est un officier de marine français. Il est vice-amiral d'escadre au début de la Seconde Guerre mondiale et est commandant en chef des forces navales en Extrême-Orient (Division navale d'Extrême-Orient) et gouverneur général de l'Indochine française du 25 juin 1940 au 9 mars 1945.

## Biographie
Pour un article plus général, voir Histoire de la marine française en Indochine de 1939 à 1945.
Jean Decoux naît à Bordeaux le 5 mai 1884 dans une famille originaire de Haute-Savoie. Fils de Michel Decoux et d'Alice Mathéron, il est le cadet de trois enfants. Entré très jeune à l'École navale en 1901, Decoux est promu aspirant de deuxième classe en 1903, puis de première classe l'année suivante, enseigne de vaisseau en 1906, lieutenant de vaisseau en 1913, capitaine de corvette en 1920, capitaine de frégate en 1923, capitaine de vaisseau en 1929 et contre-amiral en 1935. Il est également bientôt nommé à des postes importants, notamment au Secteur de Défense de Toulon en 1938. Il est promu vice-amiral, puis élevé au rang de vice-amiral d'escadre en 1939.

### Commandement de la flotte d'Extrême-Orient
Nommé commandant en chef des forces navales en Extrême-Orient, le 13 janvier 1939, par le président Albert Lebrun, Jean Decoux hisse sa marque de commandement à bord du croiseur Lamotte-Picquet le 12 mai 1939 à Saïgon.

### Gouverneur général de l'Indochine
Il est nommé le 25 juin 1940 gouverneur général de l'Indochine française, en remplacement du général Georges Catroux, par décret du maréchal Pétain, devenu quelques jours plus tôt président du Conseil de l'éphémère dernier gouvernement de la IIIe République dans une France alors en plein débâcle. Il ne prend ses fonctions que le 20 juillet après la mise en place du régime de Vichy. Decoux devient alors, selon les mots de l'historien Jean-Baptiste Duroselle, « sous le regard des Japonais et face à 24 millions d'Indochinois, le chef d'une petite France lointaine ».

L'Indochine française sous le gouvernement général de l'amiral Decoux.

#### Accommodements avec l'armée japonaise
Ce choix est déterminé principalement par une politique orientée contre toute collaboration avec les forces japonaises. Le général Catroux avait déjà ébauché quelques accords de principe afin d'éviter un conflit immédiat avec le Japon. Les réalités militaires et politiques de la région forcent l'amiral Decoux à prendre le même chemin : le 22 septembre 1940, l'invasion japonaise de l'Indochine et la chute de Lạng Sơn, poste frontalier du Tonkin et « verrou de la Chine », l’obligent à laisser les troupes japonaises circuler librement en Indochine.
Cependant, au-delà du statu quo ainsi créé pour maintenir la présence française en Indochine, il devra accepter d'autres exigences japonaises, telles que l'augmentation du nombre de soldats nippons dans la péninsule ou des accords plus avantageux sur les produits exportés (nourriture et minerais).

#### Interposition militaire entre les royaumes de Siam et du Cambodge
En 1941, la Thaïlande (l'ancien Siam), désireuse de reconquérir les anciennes provinces cambodgiennes qu'elle possédait au XVIe siècle, se livre à une série d'agressions le long de sa frontière avec l'Indochine). Pour y mettre fin, Decoux décide de frapper la Thaïlande au moyen d'une offensive et charge le contre-amiral Jules Terraux et le capitaine de vaisseau Régis Bérenger de cette mission. La victoire navale de Koh Chang, le 17 janvier 1941, la seule remportée par la France, sans le concours de ses alliés, au cours de la Seconde Guerre mondiale, signe la fin des agressions thaïlandaises.
Le Japon intervient, en « médiateur », pour faire signer un armistice aux belligérants, puis un traité. À la suite de négociations de paix ouvertes à Tokyo le 7 février 1941, la France doit céder à la Thaïlande les provinces cambodgiennes de Battambang, Sisophon et Siem Reap et les provinces laotiennes de la rive droite du Mékong (Sayabouri et Champassak). Ce faisant, le Japon s'assure de la collaboration militaire de la Thaïlande.

#### Expédition pour défendre la Nouvelle-Calédonie
En octobre 1940, l'amiral Decoux monte une expédition pour reconquérir la Nouvelle-Calédonie, qui avait opté en septembre pour la France libre après que le gouvernement de Vichy eut signé un accord avec le gouvernement japonais autorisant l'envoi de 30 000 « travailleurs japonais avec encadrement de matériel », officiellement pour y extraire les minerais nécessaires à l'industrie japonaise. Il envoie l'aviso colonial Amiral Charner, commandé par le capitaine de frégate Le Calvez. L'aviso embarque une compagnie d'infanterie coloniale, mais le capitaine Graille, membre de la résistance en Indochine, transmet l'information à Singapour. Le Charner armé seulement de trois pièces de 138 mm, doit changer de route et renoncer à sa mission. En effet, il se trouve sous la menace des quatre tourelles doubles de 203 mm du croiseur lourd australien Canberra, lorsqu'il arrive au détroit de la Sonde.
Peu de temps avant l'arrivée des forces américaines en Nouvelle-Calédonie en mars 1942, le vice amiral d'escadre Decoux et le contre-amiral Bérenger, commandant de la Marine à Saïgon, conçoivent le plan d'une opération destinée à en reprendre le contrôle, en collaboration avec les forces aéronavales japonaises,. Après un premier câble de Bérenger à Vichy en date du 21 décembre 1941, Decoux télégraphie à son tour au gouvernement le 23 janvier 1942, deux semaines avant la chute de Singapour : « J'estime, avec le Commandant de la Marine que malgré risques de guerre considérablement accrus par une insuffisance de moyens, opération doit être tentée dès que la zone d'action du Japon se rapprochera de Nouvelle-Calédonie », à quoi il lui est répondu : « Nous serions de ce fait considérés comme des belligérants ». Le 28 janvier suivant, il propose de « constituer dès le 1er février une division navale d'Indochine qui serait à [sa] disposition en tant que Haut Commissaire de la France dans le Pacifique », avant de préciser, le 3 février : « Nous ne pouvons en effet espérer y envoyer et maintenir nos seules forces avant qu'une couverture aérienne protège les communications et qu'un appui indirect ne leur soit assuré par les forces japonaises ».

#### Défense contre les intrusions britanniques et gaullistes
Sous son autorité se développe en Indochine la politique sociale et politique du régime de Vichy. Après l'attaque de la flotte française à Mers El Kébir, l'arraisonnement et la confiscation des navires français réfugiés dans des ports britanniques et les divers coups de force de De Gaulle pour rallier des protectorats français et les mettre sous l'autorité britannique, il prend des mesures pour neutraliser les éventuels agents de la France libre. La circulaire no 57 CAB du 31 octobre 1940 organise la chasse aux « dissidents », avant d'être durcie par celle du 17 avril 1943 (no 49/S CAB). Cent dix internements administratifs sont décidés sans jugement ou l'énoncé d'aucune accusation, cent quatre-vingt dix-sept fonctionnaires français sont radiés et même cent soixante sept Indochinois à la date du 1er octobre 1942.
De même, d'après Decoux, repris le 5 juillet 1941 par l'agence de presse ARIP, cent trente deux sanctions disciplinaires ont été prononcées par les seuls services généraux et ceux relevant du gouverneur général. Par ailleurs, les tribunaux militaires prononcent des condamnations sur instruction secrète de Decoux lui-même, et il intervient à plusieurs reprises pour durcir les conditions d'interrogation ou d'internement d'un prisonnier, empêcher son hospitalisation etc. Le statut des Juifs, décidé par Vichy le 3 octobre 1940, est également appliqué en Indochine par une circulaire du 6 novembre suivant, prenant effet le 20 décembre. Cent cinquante-huit personnes, dont quatre-vingt dix-sept civils et soixante et un militaires, sont concernées par la rigueur de la loi, et seulement trois personnes sont exemptées d'après les mesures prévues par les textes législatifs.
La répression contre les partisans de la France Libre pratiquée par l'Amiral Jean Decoux, prend des aspects extrêmes , voire inhumains, qui confinent à la torture, en particulier contre ceux qui tentent de rejoindre les forces alliées et sont repris par les forces vichystes d'Indochine. Ils écopent parfois de soixante jours de cachot avec les pieds menottés en permanence à une barre de fer scellée dans le mur au pied de leur bat-flanc. Ce véritable supplice est ensuite surnommé "la barre de l' Indochine", une référence empreinte d'humour noir aux mémoires de Decoux, intitulées A la barre de l'indochine 1940-1945.
Une des victimes les plus notoires de cette sévérité fut l'écrivain  Pierre Boulle. L'aviateur William Labussière , héros de la Guerre d'Espagne , au côtés des républicains (il pilota des avions de chasse Polikarpov I16 face aux Messerschmitt 109 de la légion condor plus efficaces et bien supérieurs en nombre) , qui voulait rejoindre la Chine et s'enrôler dans les Tigres Volants du général américain Chennault  subira les pires sévices pendant plus de deux ans dans les geôles de Saïgon avant de réussir sa troisième tentative d'évasion
La même politique est appliquée contre les fonctionnaires francs-maçons, relativement nombreux dans l'enseignement et l'armée, et contre les gaullistes. L'application de ces mesures ne peut se comprendre sans la volonté de Decoux d'afficher sa loyauté au régime de Vichy et de prouver la continuité entre la France et sa lointaine possession asiatique. Cependant, pour la première fois en Indochine, des membres de l'élite coloniale blanche sont frappés par des mesures discriminatoires.

#### Rivalités et conflits avec la France libre
En 1943, Decoux prend contact avec le Comité français de la Libération nationale d'Alger, mais sa position de haut fonctionnaire fidèle à Pétain le disqualifie aux yeux de De Gaulle, qui désigne en 1944 comme chef officieux des réseaux de résistance contre les Japonais le général Eugène Mordant, alors chef de l'armée française en Indochine.
Après la chute du régime de Vichy en Europe, Decoux prend les pleins pouvoirs, comme il le prévoyait « en cas de rupture des communications avec la métropole ». Il reconnaît l'autorité du Gouvernement provisoire de la République française (GPRF) et envoie des messages conseillant la prudence mais ne recevant pas de réponse. En octobre 1944, Decoux découvre le rôle de Mordant comme émissaire clandestin du GPRF et menace de démissionner si les pleins pouvoirs ne lui sont pas confirmés. François de Langlade, émissaire du GPRF en Inde, est parachuté en Indochine et ordonne à Decoux de demeurer à son poste et de nommer le général Mordant inspecteur général afin de fournir une couverture à ses activités. L'Indochine vit alors pour quelques mois sous un système bicéphale de fait, Mordant tenant Decoux en défiance et se considérant comme le vrai patron du territoire.
Par crainte d'un retournement de situation en leur défaveur, les troupes japonaises mettent fin à l'autorité française le 9 mars 1945 par un coup de force sans véritable ultimatum. Seul un « aide-mémoire », émanant du commandement des forces impériales japonaises, est présenté à Jean Decoux par l'ambassadeur Matsumoto à 19 h pour être rendu, signé ou non, à 21 h. Ce document demande l'accord du gouverneur général pour que l'ensemble de l'administration de l'Indochine passe sous l'autorité unique de l'armée japonaise. Le vice amiral d'escadre, jugeant ces conditions inacceptables, refuse de donner son accord. Cette décision lui vaut d'être prisonnier des Japonais à Loc Ninh en Cochinchine, avec une vingtaine de personnes de son entourage. Il ne sera libéré qu'à la capitulation nipponne le 30 septembre 1945.
Le lendemain, le 1er octobre, sur ordre du général de Gaulle, le vice-amiral d'escadre Decoux quitte définitivement l'Indochine à bord d'un Dakota militaire, après avoir passé sept années en Extrême-Orient. Il ne lui a même pas été laissé la possibilité de se recueillir sur la tombe de son épouse, décédée à Dalat le 6 janvier 1944 alors qu'elle était en mission auprès de l'impératrice Nam Phuong. Pour la période confuse de 1945, on peut lire l'ouvrage de Georges Gautier qui fut le secrétaire général de Decoux.

### Arrestation, destitution, tortures, procès et non-lieu
Pour évincer Decoux, de Gaulle l'accuse d'avoir collaboré avec les Japonais. Decoux tente en vain de négocier avec Jean Cédile, envoyé du GPRF, pour continuer d'assurer l'intérim en Indochine, mais, le 1er octobre 1945, il est arrêté, fait prisonnier et ramené en métropole où il est d'abord emprisonné, pour y être traduit devant la Haute Cour de justice, puis assigné à résidence dans sa maison de campagne où un groupe de FTP communistes, comprenant d'anciens républicains espagnols, vient le torturer pendant deux jours et le laisse pour mort. Il est recueilli, soigné et mis en observation pendant plusieurs mois à l'hôpital militaire du Val-de-Grâce.
Les diverses accusations portées contre lui ayant toutes été reconnues comme sans objet, il bénéficie finalement d'un non-lieu en 1949.
Il meurt à Paris en 1963 et est inhumé au cimetière de Loverchy à Annecy (carré 6).

## Hommages et postérité
- Une rue à Bétheny, dans la Marne, honore la mémoire de Jean Decoux dans un quartier aux noms de marins illustres.
- Un boulevard à Annecy porte le nom de Jean Decoux.
- Les marins français avaient surnommé le vice amiral d'escadre Decoux, « pan pan » (deux coups).

## Décoration
Decoux avait été élevé à la dignité de Grand-officier de la Légion d'honneur par arrêté du 5 septembre 1941.

## Publications
Jean Decoux est l'auteur de plusieurs ouvrages et articles :
- « Le coup de force du 9 mars », dans la Revue des deux Mondes, 15 juillet 1949.
- À la barre de l'Indochine, Plon, Paris, 1949 ; réédition Soukha Éditions, mars 2013 (ISBN 978-2919122523), prix Général-Muteau de l’Académie française en 1950.
- Sillages dans les mers du Sud, Plon, Paris, 1953, 400 pages, prix Louis-Paul-Miller de l’Académie française en 1954.
- Adieu Marine, Plon, Paris, 1957, prix Eugène-Carrière de l’Académie française en 1958.